# Oncocephala atratangula
Oncocephala atratangula es una especie de insecto coleóptero de la familia Chrysomelidae.
Fue descrita científicamente en 1938 por Gressitt.